# Carinodes immaculatus
Carinodes immaculatus là một loài tò vò trong họ Ichneumonidae.